# Britische Klasse 333
Die Fahrzeuge der Britischen Klasse 333 (Class 333) sind elektrische Triebzüge (englisch: electric multiple unit, kurz EMU) im Vereinigten Königreich. Sie werden im Schienenpersonennahverkehr eingesetzt und basieren auf der Class 332.

## Hersteller
Die Hersteller waren Siemens Transportation Systems und das spanische Unternehmen CAF S.A. (Construcciones y Auxiliar de Ferrocarriles), in deren Werk in Saragossa die Fertigung erfolgte. Im Februar 2001 nahm die Klasse 333 den Fahrgastbetrieb auf.
Im Gegensatz zur Klasse 332 weisen die Fahrzeuge der Klasse 333 ein doppelt so großes Sitzplatzangebot bei geringfügig niedrigerer Beschleunigung auf.

## Fahrzeuge
Die Stahlfahrzeuge sind vollklimatisiert, haben eine Toilette und ein Fahrgastinformationssystem. Die Endwagen bilden die angetriebenen Triebköpfe.

## Betreiber und Einsatzgebiete
Eingesetzt wird die Klasse 333 von der Britischen Bahngesellschaft Northern Rail auf der Wharfedale-Linie zwischen Leeds und Ilkley in West Yorkshire. Er verkehrt ebenfalls auf der Airedale-Linie zwischen Leeds und Morecambe in North Yorkshire. Damit wird auf beiden Strecken der Vorgänger-Klasse 308 ersetzt.